# Hvide Sande
Hvide Sande er en fiskeriby i Vestjylland med 2.780 indbyggere  (2025), beliggende i Holmsland Klit Sogn midt på landtangen Holmsland Klit. Byen ligger i Ringkøbing-Skjern Kommune og hører til Region Midtjylland.
Hvide Sande er vokset op omkring det store sluseanlæg mellem Nordsøen og Ringkøbing Fjord som blev bygget i 1931. Byen har nu én af Danmarks største fiskerihavne med mere end 200 hjemmehørende fiskefartøjer, heraf ca. 145 på mere end 5 ton. I Hvide Sande afholdes dagligt en fiskeriauktion.

## Fiskeri og værftsdrift
Fiskeriet fra Hvide Sande har gennemgået en stor udvikling i takt med reduktioner i især torskekvoten. Denne reduktion har medført, at mange af de traditionelle fiskekuttere er blevet ophugget.
I dag er der ca. 30 større garnfartøjer, ca. 40 større trawlere, 7 bomtrawlere og 2 snurrevodsfartøjer. Disse fartøjer er alle aktive i fiskeri, mens en lille snes fartøjer ligger til kaj som såkaldte "kvoteskibe".
Hvide Sande har alle dage fungeret som en havn for fremmedfiskere, og før i tiden søgte et stort antal fartøjer til Hvide Sande omkring forår. Med foråret kom nemlig det givtige fiskeri efter tunger. Hvide Sande er i dag basishavn for mange hesterejefiskere fra andre havne, og de andre fremmedfiskere er ikke så markante mere.
I sammenhæng med fiskeriet er der to værfter i Hvide Sande: Hvide Sande Shipyard, Steel & Service og Vestværftet. Begge værfter er kendte for nybygning af skibe. Vestværftet er et nybygningsværft med leverancer til Grønland, Irland, Norge etc., og Hvide Sande Shipyard, Steel & Service er et af Danmarks mest anerkendte træskibsværfter. I vinterhalvåret kan man se adskillige store træskibe, f.eks. Fulton, på værftets store bedding.

## Befolkningsforhold
Befolkningsudviklingen i Hvide Sande er i hovedtræk følgende:
| År   | Indbyggere |
| ---- | ---------- |
| 1950 | 1.072      |
| 1955 | 1.273      |
| 1976 | 2.810      |
| 1981 | 3.100      |
| 1986 | 3.345      |
| 1989 | 3.376      |
| 1996 | 3.293      |
| 2000 | 3.244      |
| 2004 | 3.290      |

Antallet af indbyggere var voksende frem til omkring 1990, derefter faldende.

## Tyskerhavnen i Hvide Sande
Tyskerhavnen er en af Hvide Sandes varetegn. Den bliver hovedsageligt brugt til fiskeri i Ringkøbing Fjord.
Redskabshusene på tyskerhavnen, har i mange år været en vigtig del af Tyskerhavnen, samt de lokale der bruger dem til at opbevare garn eller andet. Dog er de i nyere tid blevet revet ned af Turistforeningen, der vil bygge huse til turister. Dog er der blevet bygget nye ved minkfarmen.[kilde mangler]

## Andet om byen
Turisme er også en væsentlig del af erhvervsgrundlaget for Hvide Sande. hvilket især præger bybilledet i sommerhalvåret, hvor Hvide Sande bliver "invaderet" af udenlandske turister fra Tyskland, Holland og andre europæiske lande. Der er også den årlige sildefestival, hvor byen er fyldt med fritidsfiskere, der står ved slusen indtil havnen for at få fingre i de mange sild, der kommer ind med strømmen.
Hvide Sande er også et særdeles eftertragtet område for surfere, og der afholdes bl.a en stor surffestival (Waterz) hvert år. Det er muligt at både Kite- Wind- og SUPsurfe på Ringkøbing Fjord hvorimod der kan surfes på havsiden. Tidligere var sydmolen et godt sted at surfe, men efter den nye mole er opført er forholdende væsentligt forværret.
Tidligere lå byen i Hind Herred. Indtil kommunalreformen i 2007 lå den i Holmsland Kommune, Ringkøbing Amt.
Hvide Sande har ved at investere i tre "kæmpe" vindmøller, i løbet af 2012 til 2014 arbejdet sig henimod at være en mere "ren energiby".[kilde mangler]
Hvide Sande har også i nyere tid oplevet mere opmærksomhed, da TV2 har optaget serien Sommerdrømme, som der blev sendt i foråret 2020, men blev optaget i løbet af sommeren 2019. Sommerhusene er placeret på Dakotavej 43, hvilket ligger for enden af Færgemandsvej.
TV2 har i maj-juni 2021 vist en krimiserie, der hedder Hvide Sande, og finder sted i byen med skuespillere som Bodil Jørgensen og mange andre store skuespillere.